# ليونيد كادينوك
ليونيد كادينوك (بالأوكرانية: Леонід Костянтинович Каденюк)‏ (28 يناير 1951 - 31 يناير 2018) هو رائد الفضاء الأول في تاريخ أوكرانيا المستقلة. انطلق إلى الفضاء 19 من نوفمبر سنة 1997 مع سفينة فضائية أمريكية ’’كولومبيا’’. بطل أوكرانيا (3 من ديسمبر سنة 1999).
كادينوك كان طيار حربي سوفيتي، مع تفكك الأتحاد السوفيتي ظل كادينوك في قوي الفضاء الروسية وحصل علي الجنسية الروسية، في 1995 ومع التحضير لأول مهمه فضاء اوكرانيه تطوع ليونيد وعاد الي بلده.
بعد الرحلة أكمل ليونيد عمله في وكاله الفضاء الأوكرانيه